# Извин
Извин (рум. Izvin) насеље је у Румунији у жупанији Тимиш у граду Рекашу. Oпштина се налази на надморској висини од 87 m.

## Историја
Помиње се у папским давањима 1332-1337. године. На Марсилијевој карти из 1723. године види се "Језвин".
Помиње се као Језвин 1764. године, у саставу Темишварском протопрезвирату, Темишварске епархије. Православна црква је у то време мала брвнара.
Аустријски царски ревизор Ерлер је 1774. године констатовао да место припада Буковачком округу, Темишварског дистрикта. Становништво је било претежно влашко. Када је 1797. године пописан православни клир у месту су била два свештеника. Пароси, поп Аким Петровић (рукоп. 1876) и поп Исак Белул (1788) знали су само румунски језик.
Основна школа у месту је пописана исте 1774. године. У њој 1846. године има 26 ђака, којима предаје учитељ Максим Димитријевић.
У Језвину се родио српски иконописац Сава Петровић (1788-1861), који је животни век провео у Темишвару, Фабрици.
По државном шематизму православног клира у Угарској, 1846. године је место било у Темишварском протопрезвирату, а у њему је живело 1447 православних душа. Православна црква је посвећена Св. апостолу Томи подигнута 1786. године. Православно парохијско звање је основано и од тада се воде матрикуле крштених и венчаних - 1779. године. Матица умрлих се пише од 1795. године. При месној цркви служе пароси Михајло и Никола Вуја, а помоћник им је капелан Ертмије Вуја. Језвину припада као парохијска филијала место Рекаш.
У месту је од 1855. године ергела за узгој расних коња, пре свега расе Нонијус. То је данас једна од највећих ергела у Румунији.
По митрополијском попису 1905. године у Језвину, у Рекашком срезу је било само 11 Срба.

## Становништво
Према подацима из 2021. године у насељу је живело 1.530 становника.

### Попис2002.
| Расподела становништва по националности 2002.‍ | Расподела становништва по националности 2002.‍ | Расподела становништва по националности 2002.‍ | Расподела становништва по националности 2002.‍ | Расподела становништва по националности 2002.‍ |
| --------------------------------------------- | --------------------------------------------- | --------------------------------------------- | --------------------------------------------- | --------------------------------------------- |
|                                               |                                               |                                               |                                               |                                               |
| Румуни                                        | Румуни                                        |                                               | 1.336                                         | 91,2%                                         |
| Мађари                                        | Мађари                                        |                                               | 37                                            | 2,5%                                          |
| Роми                                          | Роми                                          |                                               | 63                                            | 4,3%                                          |
| Немци                                         | Немци                                         |                                               | 6                                             | 0,4%                                          |
| Срби                                          | Срби                                          |                                               | 23                                            | 1,6%                                          |